# Péninsule Muñoz Gamero
Pour les articles homonymes, voir Benjamín Muñoz Gamero, Muñoz et Gamero.
La péninsule Muñoz Gamero est une péninsule, située dans le sud du Chili. Elle est administrativement rattachée à la région de Magallanes et de l'Antarctique chilien, en Patagonie chilienne ; elle est limitrophe de la réserve nationale Alacalufes mais n'en fait pas partie.

## Géographie

### Situation et caractéristiques physiques
La péninsule Muñoz Gamero est baignée à l'ouest par le canal Smyth ; elle est reliée à la Patagonie continentale par un isthme qui sépare la mer du Skyring du Seno Obstrucción. La péninsule est elle-même composée de plusieurs petites sous-péninsules attachées à sa partie massive centrale. 
L'île Riesco appartenait à la péninsule jusqu'en 1904. Le lac qui occupe une partie importante de la péninsule est découvert en 1945. 
La péninsule abrite le Monte Burney et le Gran Campo Nevado.

## Histoire
Cette péninsule est nommée en l'honneur de Benjamín Muñoz Gamero (1817-1851), homme politique et explorateur chilien qui a parcouru la partie australe du pays, de la Xe région des Lacs jusqu'à Punta Arenas où il a été fusillé.